# Pseudoborniales
Pseudoborniales is een orde van uitgestorven varenachtige planten, verwant aan de paardenstaarten. Er is slechts één vertegenwoordiger bekend als fossiel uit het Boven-Devoon.
De orde is vernoemd naar het geslacht Pseudobornia.

## Kenmerken
De enige vertegenwoordiger van de orde, Pseudobornia ursina, was een van de oudste bomen van enige omvang. De plant had, net als de tegenwoordige paardenstaarten een gelede stam en zijtakken, met op de knopen in kransen geplaatste bladeren, en op de top een sporenkegel of strobilus.

## Taxonomie
De orde was voor zover men weet monotypisch, omvat slechts één familie met één geslacht en één soort:
- Orde: Pseudoborniales †
  - Familie: Pseudoborniaceae
    - Geslacht: Pseudobornia
      - Soort: Pseudobornia ursina

Orde Equisetales

Familie Archaeocalamitaceae † –
Geslacht: Archaeocalamites

Familie Calamitaceae –
Geslachten: Annularia · Arthropitys · Asterophyllites · Astromyelon · Calamites · Calamocarpon · Calamostachys · Cingularia · Mazostachys · Paleostachya

Familie Equisetaceae –
Geslacht: Equisetum

Orde Pseudoborniales †

Familie Pseudoborniaceae –
Geslacht: Pseudobornia

Orde Sphenophyllales †

Familie Sphenophyllaceae –
Geslacht: Sphenophyllum 